# Просокиряны
Просокиряны (укр. Просикуряни) — село в Сучевенской сельской общине Черновицкого района Черновицкой области Украины.
До 2020 года входило в Глыбокский район
Население по переписи 2001 года составляло 351 человек. Почтовый индекс — 60424. Телефонный код — 3734. Код КОАТУУ — 7321088504.